# Euderces sculpticollis
Euderces sculpticollis es una especie de escarabajo de la familia Cerambycidae. Fue descrita por Henry Walter Bates en 1885. Se encuentra en Guatemala.
Las larvas de este escarabajo suelen perforar la madera, causándole daños a la misma.